# Welschnonnenkirche (Mainz)
Die Welschnonnenkirche in Mainz war eine Klosterkirche der Augustiner Chorfrauen (auch Welschnonnen oder Lotharinger Chorfrauen) in der heutigen Welschnonnengasse. Kurfürst Karl Heinrich von Metternich-Winneburg holte während seiner Amtszeit die Welschnonnen aus Luxemburg zur Verbesserung des Schulwesens nach Mainz.
Die Kirche wurde 1699 eingeweiht und 1762 erneuert. An der zum Kloster gehörenden Schule der Welschnonnen wurde unter anderem die Malerin und Hofdame Marianne Kraus (1765–1838) unterrichtet.
Nachdem das Kloster 1802 aufgehoben war, wurden die Gebäude zunächst dem städtischen Schulfonds, dann 1805 der neu gegründeten evangelischen Gemeinde überlassen, nachdem die zuvor kurz von dieser genutzte Altmünsterkirche militärischen Zwecken zugeteilt wurde. Am  zweiten Sonntag nach Ostern 1808 fand hier erstmals ein evangelischer Gottesdienst statt. Anstelle des Welschnonnenklosters sollte zu Beginn des 19. Jahrhunderts das Gebäude einer École spéciale de médicine in Mayence stehen, die das „Hospice Josephine“ ergänzen sollte. Saint-Far plante einen klassizistischen Neubau, der aber nicht realisiert wurde.
Für die wachsende evangelische Gemeinde war die Kirche jedoch zu klein. Daher wurde mit dem Festungsgouvernement ausgehandelt, dass die Kirche St. Johannis die neue Heimat der Gemeinde sein sollte. Ein entsprechender Vertrag wurde am 1. Mai 1828 geschlossen. Nach 1829 diente die Welschnonnenkirche als Fruchtmagazin, bis sie im Oktober 1833 in ihren vorderen Mauern abgebrochen und zu Wohnungen umgewandelt wurde.
Die Wegmann-Orgel von 1762 samt originaler Orgelbrüstung wurde in die Jugenheimer Martinskirche verbracht. Kanzel und Altartisch der Welschnonnenkirche aus dem Jahr 1808 befinden sich heute in der evangelischen Gustav-Adolf-Kirche in Nieder-Olm.